# Zethenia chosenaria
Zethenia chosenaria là một loài bướm đêm trong họ Geometridae.